# Base (topologia)
In matematica, una base {\displaystyle {\mathcal {B}}}
per uno spazio topologico {\displaystyle X} con topologia {\displaystyle {\mathcal {T}}} è una collezione di aperti in {\displaystyle {\mathcal {T}}} tali che ogni insieme aperto di {\displaystyle {\mathcal {T}}} è unione (finita o infinita) di elementi di {\displaystyle {\mathcal {B}}}. 
Diciamo che la base genera la topologia {\displaystyle {\mathcal {T}}}, i cui aperti si ottengono mediante unione di elementi della base. Evidentemente due topologie con la stessa base sono identiche.
L'utilità delle basi risiede proprio nel fatto che esse sono in grado di caratterizzare tutte le proprietà topologiche dello spazio, descrivendone in maniera completa la topologia.

## Proprietà delle basi
Una base deve necessariamente godere delle seguenti due proprietà: 
- Gli elementi della base ricoprono {\displaystyle X}, cioè la loro unione è {\displaystyle X}.

Essendo {\displaystyle X} aperto, deve essere ottenibile mediante unione di elementi della base. A maggior ragione coincide con l'unione di tutti gli elementi della base.
- Dati due elementi della base, la loro intersezione è ottenibile come unione di elementi della base.

Infatti l'intersezione di due elementi della base deve essere aperta e quindi unione di elementi della base.
Quest'ultima proprietà può essere formulata in maniera equivalente:
- Siano {\displaystyle B_{1}} e {\displaystyle B_{2}} elementi della base e sia {\displaystyle I_{B}} la loro intersezione. Per ogni {\displaystyle x} in {\displaystyle I_{B}} c'è un altro elemento della base {\displaystyle B_{3}} contenente {\displaystyle x} e contenuto in {\displaystyle I_{B}}.

Se la collezione di aperti gode solo della prima proprietà, è una prebase.
Le due condizioni caratterizzano le basi, nel senso che se {\displaystyle X} è un insieme privo di struttura topologica e {\displaystyle {\mathcal {B}}} una famiglia di suoi sottoinsiemi che soddisfi le due proprietà allora {\displaystyle {\mathcal {B}}} è base di una topologia per {\displaystyle X} e questa, per quanto già detto, è l'unica topologia su {\displaystyle X} ad avere {\displaystyle {\mathcal {B}}} come base.

## Esempi
Usando le basi si possono definire agevolmente molte topologie.
- Nell'insieme dei numeri reali {\displaystyle \mathbb {R} } , gli  intervalli aperti formano una base per la topologia euclidea usuale
- Dato uno spazio metrico {\displaystyle (X,d)}, la sua topologia è definita usando come base tutte le palle aperte centrate nei vari punti e aventi raggio variabile
- La stessa topologia per lo spazio metrico {\displaystyle (X,d)} si ottiene fissando un {\displaystyle k>0} e prendendo solo le palle aperte centrate nei vari punti e aventi raggio minore di {\displaystyle k}
- La stessa topologia per lo spazio metrico {\displaystyle (X,d)} si ottiene prendendo solo le palle aperte centrate nei punti di un sottoinsieme denso di {\displaystyle X} aventi raggio razionale minore di {\displaystyle k}
- Per quanto appena detto, se uno spazio metrico ha un sottoinsieme denso numerabile, allora ha una base numerabile.[2] Ad esempio, la retta, il piano e più in generale lo spazio euclideo n-dimensionale hanno una base numerabile, benché contengano una quantità di punti più che numerabile
- Dato un insieme {\displaystyle X}, se prendiamo come base tutti gli insiemi che constano di un punto solo e {\displaystyle \varnothing } otteniamo la topologia discreta
- Dato un insieme {\displaystyle X}, se prendiamo come base {\displaystyle X} e {\displaystyle \varnothing } otteniamo la topologia banale
- Possiamo definire sulla retta reale la topologia della semicontinuità inferiore, che è meno fine di quella euclidea usuale, prendendo come base l'insieme di tutte le semirette destre date da {\displaystyle x>d}, dove d è un numero reale variabile. Lo spazio che ne risulta non è di Hausdorff